# Michel Hemmerling
Michel Hemmerling (ur. 9 stycznia 1889 w Luksemburgu, zm. 22 września 1962 tamże) – luksemburski gimnastyk, olimpijczyk.
Uczestniczył w rywalizacji na V Igrzyskach olimpijskich rozgrywanych w Sztokholmie w 1912 roku, gdzie był najstarszym zawodnikiem w reprezentacji Luksemburga. Startował tam w dwóch konkurencjach gimnastycznych. W wieloboju drużynowym w systemie standardowym zajął z drużyną czwarte miejsce pokonując jedynie drużynę niemiecką. W wieloboju drużynowym w systemie wolnym zajął wraz z drużyną ostatnie, piąte miejsce.